# 西脇綾香
西脇 綾香（にしわき あやか、1989年〈平成元年〉2月15日 - ）は、日本の女性歌手。テクノポップユニット・Perfumeのメンバー。愛称は「あ〜ちゃん」。

## 概要
広島県出身。広島市立鈴張小学校、広島市立清和中学校、私立堀越高校、亜細亜大学経済学部卒業。
身長160cm。髪型はパーマのかかったロングヘア。妹は9nineの西脇彩華で、自身と彩華との間に一般人の弟もいる。

## 来歴
- 1998年12月、かしゆかとは小学4年生からの知り合いである。また、のっちとも彼女が2001年夏Perfumeに参加する前から面識があった。
- 2000年春、テレビ新広島が運営するアクターズスクール広島（ASH）に1期生として入学。同じく一期生だったかしゆか・かわゆかと共に、スクール内ユニット「ぱふゅ〜む」を結成した。

## 人物
- aikoのファンで、CDを全種持っており、楽曲はほとんど歌えて、ファンクラブにも入会している[注 1]。音楽サイトのインタビューでは、本人とのエピソード、aikoを好きになったきっかけなどについて語っている[3]。
- 美容と健康の師匠としてアンミカを尊敬している[4]。
- 新型コロナウイルスによる自粛期間中にNizi Projectを見て以来、NiziUの大ファンである。ラジオでNiziU愛を語ったり、テレビでメンバーと共演の経験もある。
- 梅好きであり、テレビ番組で梅チューブを紹介した際には、チューブから手の甲に梅を出しそれを舐めていると語った[5]。
- ニンニクが苦手で、食べると酔ってしまう。まだ酒が飲めない。酒を飲むと体に湿疹ができると語っている[6]。
- ハリセンボンの近藤春菜とは友人である。
- 2023年頃には激やせが話題になりファンから健康状態に対して不安を寄せられるなどしたが、本人は鬼ダイエットを行ったとしており、ダイエットが成功したと報告する投稿の中で「病的な細さ」「言われてみたい人生だった」とハッシュタグを付けるなどしている[4]。

### Perfumeとしてのエピソード
- 広島時代、一番思い出のイベントは、通行人の行き交う地下街（シャレオ）で、へそ出しサンタの衣装を着てパラパラを踊ったことという[7]。
- Perfumeのメンバーの中で唯一の平成生まれである。ただし早生まれのため3人とも同級生である。歌のうまいアイドル第一位に選ばれたことがある。
- テレビ番組出演時やライブでは専ら仕切り役を務め、3人の中ではセンターに立つことが多い。
- トークでは独特の擬態語・擬声語を多用するため、かしゆかとのっちに通訳してもらったりする。
- 小さい子をあやすのが大の得意で、かしゆかからは「結婚して子供ができたら任せたい」と言われるほどである。

## 出演

### テレビ番組
- スッキリ（2021年3月12日、日本テレビ） - 天の声 役 ※ 声の出演
- ロコだけが知っている（2021年9月29日 - 、NHK総合） - ナレーション ※ 声の出演

### テレビドラマ
- 東京タラレバ娘（2017年1月 - 3月、日本テレビ） - レバ 役[8] ※ 声の出演
  - 東京タラレバ娘2020（2020年10月7日、日本テレビ） - レバ 役 ※ 声の出演

### 配信番組
- 恋愛ドラマな恋がしたい〜Bang Ban Love〜（2020年1月 - 、AbemaTV） - MC[9]

### ラジオ
- あ〜ちゃんのただただラジオがスキじゃけん。（2014年4月 - 2016年3月、JFN四国4局）[10][11]
- あ〜ちゃん ちゃあぽんの!“West Side Story”（2016年4月 - 、JFN21局）[11]